# Romsdal

Romsdal em vermelho.

Romsdal é um vale e distrito tradicional da Noruega, situado no atual condado de Møre og Romsdal. Está localizado entre Nordmøre e Sunnmøre. O distrito de Romsdal engloba Aukra, Fræna, Midsund, Molde, Nesset, Rauma, Sandøy, e Vestnes.
A principal cidade de Romsdal é Molde, que também é sede da administração central do condado.